# DO-178C
Die Norm DO-178C, auch bekannt unter der englischen Bezeichnung Software Considerations in Airborne Systems and Equipment Certification (deutsch etwa: „Richtlinien zur Zertifizierung von Avionik-Software“), ist ein Standard zur Softwareentwicklung im sicherheitskritischen Bereich der Luftfahrt. Er wurde gemeinsam von EUROCAE und RTCA entwickelt und somit technisch identisch zu ED-12C.
Die Luftfahrtbehörden FAA und EASA fordern für den Software-Entwicklungsprozess die Einhaltung des Standards. Der Nachweis erfolgt anhand der Dokumentierung und ist Voraussetzung für eine Qualifizierung von Software für den Einsatz in der Luftfahrt. Oft wird auch von einer Zertifizierung der Software gesprochen. Die EASA und auch die meisten militärischen Behörden in Europa kennen allerdings den Begriff der Zertifizierung nur für ein komplettes Flugzeug. Aus diesem Grund ist es nicht ohne weiteres möglich, eine Software von einem Flugzeug für ein anderes zu übernehmen.
Je nach den Funktionen, die eine Software erfüllen soll, kann sie die Sicherheit des Flugzeugs mehr oder weniger gefährden. Je nach den Gefährdungsauswirkungen werden unterschiedliche Anforderungen an den Entwicklungsprozess gestellt. So wie für den Industriebereich die Norm IEC 61508 die Sicherheitsanforderungsstufen SIL 4 bis SIL 0 definiert, so werden in der Luftfahrt die fünf Stufen DAL A bis E (Development Assurance Level) verwendet, von „katastrophal“ bis „keine Auswirkungen“. Definiert ist die DAL-Skala in der Norm DO-254, die, der DO-178C entsprechend, für Hardware gilt. Eine Software muss in eine dieser Stufen eingeordnet werden. Abhängig davon sind verschiedene Entwicklungsmethoden erlaubt bzw. vorgeschrieben und es entstehen unterschiedliche Dokumentations- und Review-Pflichten.
Die Norm wurde im Dezember 2011 fertiggestellt und ersetzt mit der Veröffentlichung im Januar 2012 die ältere Norm DO-178B/ED-12B.